# The Fabulous Dorseys
The Fabulous Dorseys (br: Os Fabulosos Dorseys) é um filme estadunidense de 1947 dirigido por Alfred E. Green, que conta a história de Tommy e Jimmy Dorsey. O filme foi escrito por Art Arthur, Richard English e Curtis Kenyon e lançado pela United Artists.

## Elenco
- Tommy Dorsey ...Ele mesmo
- Jimmy Dorsey ...Ele mesmo
- Janet Blair ...Jane Howard
- Paul Whiteman ...líder de banda
- William Lundigan ...Robert Burton (Bob)
- Sara Allgood ...Mrs. Dorsey
- Arthur Shields ...Mr. Dorsey
- Dave Willock ...Foggy
- William Bakewell ...Eddie
- James Flavin ...Gorman
- Charlie Barnet ...líder de banda
- Bob Eberly ...vocalista da banda
- Henry Busse ...líder de banda
- Helen O'Connell ...vocalista da banda
- Mike Pingitore ...musico
- Art Tatum ...Ele mesmo